# Augusto Pontes
Francisco Augusto Pontes (Fortaleza, 30 de dezembro de 1935 - 15 de maio de 2009) foi um filósofo, poeta, compositor, professor, publicitário e gestor cultural cearense.
Foi uma figura marcante no movimento  cultural de Fortaleza, a partir dos anos 1960, influenciando a trajetória de artistas como Fausto Nilo, Belchior, Ednardo, Rodger Rogério e outros artistas que movimentaram a cena musical de Fortaleza, de onde surgiria o grupo chamado Pessoal do Ceará. Foi também Secretário da Cultura do Ceará de 1991 a 1993, durante o governo de Ciro Gomes.
É pai da escritora Natércia Pontes.

## Biografia
Nascido em Fortaleza, no dia 30 de dezembro de 1935, filho de um ferroviário e de uma costureira, concluiu o ensino médio na mesma cidade. Por razões familiares e econômicas deixou de estudar por muito tempo. Ao retomar os estudos, ingressou na Escola Técnica de Comércio, onde concluiu o curso de contabilidade. Em seguida, prestou vestibular
para o curso de Filosofia da Escola Católica de Filosofia. Depois transferiu-se para a Universidade Estadual do Ceará.
Entre 1964–1967, dirigiu espetáculos (teatro, música e performances) do Gruta (Grupo Universitário de Teatro e Arte), vinculado ao Diretório Central dos Estudantes da UFCE e que impulsionaria o grupo que ficou conhecido, nos anos 1970, como "Pessoal do Ceará". Faziam parte do grupo, além dele, Dedé Evangelista, Ednardo, Fagner, Ricardo Bezerra, Rodger Rogério, Tânia Araújo, Téti, Fausto Nilo, Belchior e Petrúcio Maia. 
Filiado ao Partido Comunista e envolvido com a cultura e a arte engajada, participou do Centro Popular de Cultura (CPC) da União Nacional dos Estudantes (UNE):
Quando eu era universitário em Fortaleza, eu fiz muito teatro e cinema. Eu fui aos congressos de cultura popular organizados pelo Carlos Estevam, o Oduvaldo Vianna Filho, o José Carlos Capinam, o Joel Barcellos, o grupo musical MPB-4, o Ferreira Gullar; era esse pessoal que compunha o CPC. Em Fortaleza, faziam parte, eu, o Aderbal Júnior, o João Falcão, o Chico Farias, o Rodger Rogério, o Agamenon e o José Humberto.
Nos anos 1970, com outros estudantes cearenses, foi estudar  na Universidade de Brasília. Na UnB, graduou-se em Comunicação, Publicidade e Propaganda, Relações Públicas e Rádiodifusão.:68 Cursou o mestrado em Comunicação para o Desenvolvimento, mas não concluiu. No começo dos anos 1970, tornou-se  professor assistente do curso de Comunicação Social da Universidade. E foi uma frase de seu discurso de posse como professor de Comunicação da Universidade, no início dos anos 1970 ("Eu sou apenas um rapaz latino-americano sem parentes militares"), que inspirou os versos da canção "Alucinação", de Belchior. .Paralelamente, trabalhava na Divisão de Meios Audiovisuais da Secretaria de Educação e Cultura do Distrito Federal. Depois, trabalhou na Rádio Nacional, onde organizou a discoteca e a programação da rádio. Também durante o seu período brasiliense, ministrou uma Oficina Básica de Teatro e Dança.
Demitido da UnB, no contexto da greve de 1977, retorna a Fortaleza mas logo segue para o Piauí, onde lecionou na Universidade Federal daquele Estado, no departamento de Artes, acumulando o cargo de diretor do teatro. Também lecionou na Universidade Federal do Rio Grande do Norte. :68.69
Ao lado do compositor Ednardo, foi um dos idealizadores e organizadores do movimento musical Massafeira Livre, em 1979.
Em 13 de julho de 1979, casou-se com Maria Cristina Fernandes de Souza e Silva (1959–1989), em Fortaleza. O casal teve duas filhas, Isadora e Natercia. Do  segundo casamento (com  Conceição Tavares), nasceram Clarissa e Cecília.
Augusto Pontes foi também Secretário da Cultura do Ceará, de 1991 a 1993, durante o governo de Ciro Gomes. Concluiu o curso de Filosofia em 1996 e obteve graduação em Comunicação pela Universidade de Brasília (UNB).

## Frases
Augusto Pontes jamais quis, de fato, ser um escritor, um autor; foi, principalmente, um "falador". Segundo o arquiteto Ricardo Bezerra, organizador da coletânea Augusto Pontes - O amigo genial, "ele era da oralidade, tinha a entonação, as rimas. Ele, em forma escrita, sempre perde um pouco". 
 Alguns dos seus ditos ficaram na memória de quem conviveu com ele:
- Chico Buarque é aquele que é sobrinho do dicionário, filho da história do Brasil e pensa que é a música popular brasileira?
- A diferença [entre o Pessoal do Ceará e os tropicalistas] é que os cearenses eram 300 e viraram três, e os baianos eram três e viraram 300.
- A política no Ceará é hoje uma faca de dois Gomes [em alusão a Ciro e Cid Gomes ].
- Como disse Oscar [sobre Brasília]: vou pra não voltar. E completou Lúcio Costa: sim, fui eu que fiz, mas ficou uma bosta.

## Morte
Augusto Pontes morreu em 15 de maio de 2009, em Fortaleza, aos 73 anos, em consequência de uma hepatite medicamentosa aguda, que evoluiu para a falência de múltiplos órgãos. 

## Memória
Em 2022, foi lançada, na Biblioteca Pública do Estado do Ceará, a coletânea Augusto Pontes - O amigo genial,  organizada por Ricardo F. Bezerra. A obra,  editada pelo  Instituto Dragão do Mar e publicada com apoio da Secretaria da Cultura do Estado do Ceará, contém textos de  64 autores, incluindo Fagner, Fausto Nilo, Ednardo, Cid Gomes, Patrícia Saboya, Pedro Rogério, Téti,  Ricardo Bezerra, Isabel Lustosa e Natércia Pontes, entre outros.

## Algumas composições
- Lupiscínica (com Ednardo)
- Carneiro (com Ednardo)
- A mala (com Rodger Rogério)
- Folia ou pressa (com Clésio Ferreira)